# ケフェウス座ベータ星
ケフェウス座β星は、ケフェウス座の恒星で3等星。

## 概要
それ自体が連星系を成している3等星の主星Aと10等星の伴星Bによる三重連星を構成している。光度階級では、主星Aは準巨星あるいは巨星と分類されているが、実際には太陽の13.5倍の質量を持つB型主系列星と、4倍程度の質量を持つB型主系列星の連星であるとされる。伴星BはA型主系列星で、主星Aから3,000au以上離れた軌道を40,000年以上かけて周回している。
白色矮星となるには質量が重すぎるため、将来は超新星爆発を起こすものと考えられている。

### 変光
主星Aは脈動変光星のタイプの一つであるケフェウス座β型変光星 (BCEP) のプロトタイプとされる。この星は、4.57時間という短い間に3.16等から3.27等まで変光する。他のBCEPと異なる特徴として、この変光周期が6日と12日の周期で、4.72時間、4.46時間、4.43時間、4.88時間、4.30時間と変調することが挙げられる。

## 名称
固有名アルフィルク (Alfirk) は、kaukabā al-firq または kawākib al-firq というアラビア語に由来する。kaukabā と kawākib はいずれも「2つ（以上の）星」を意味しており、元々はケフェウス座α星とβ星の両方を指し示していたものと考えられている。al-firq は「（羊の）群れ」を表すものとされる。2016年8月21日に国際天文学連合の恒星の命名に関するワーキンググループ (Working Group on Star Names, WGSN) は、Alfirk をケフェウス座β星Aの固有名として正式に承認した。